# Wacław Święcicki
 (février 2013).
Si vous disposez d'ouvrages ou d'articles de référence ou si vous connaissez des sites web de qualité traitant du thème abordé ici, merci de compléter l'article en donnant les références utiles à sa vérifiabilité et en les liant à la section « Notes et références ».
Wacław Święcicki (né le 26 septembre 1848 à Varsovie, mort à Varsovie en octobre 1900) est politicien et militant socialiste polonais auteur de la célèbre « Varsovienne » (pl.:Warszawianka).